# Bahnstrecke Aachen–Tongern
| |                                                                      |                                                     |                                                     |
| Streckennummer (DB): | 2552                                                                 |                                                     |                                                     |
| Streckennummer: | L 24 (Belgien)                                                       |                                                     |                                                     |
| Streckenlänge: | 49,8 km                                                              |                                                     |                                                     |
| Spurweite: | 1435 mm (Normalspur)                                                 |                                                     |                                                     |
| Stromsystem: | Göhltalviadukt–Tongern: 3 kV =                                       |                                                     |                                                     |
| Stromsystem: | Aachen–Göhltalviadukt: 15 kV 16,7 Hz ~                               |                                                     |                                                     |
| Maximale Neigung: | 17 ‰                                                                 |                                                     |                                                     |
| Streckengeschwindigkeit: | Aachen–Montzen 80 km/h Montzen–Glons 100 km/h Glons–Tongern 120 km/h |                                                     |                                                     |
| Zweigleisigkeit: | durchgehend                                                          |                                                     |                                                     |
| |                                                                      |                                                     |                                                     |
| \| \| \| \| von Mönchengladbach \| \| \| \| 0,0 \| Aachen West (Rbf) \| Aachen West (Rbf) \| \| \| \| nach Aachen Hbf (niveaufrei) \| \| \| \| \| Rampe (17‰) \| \| \| \| 4,4 \| Aachen-Gemmenich \| Aachen-Gemmenich \| \| \| 4,7 \| Gemmenicher Tunnel (870 m) \| Gemmenicher Tunnel (870 m) \| \| \| 5,344,7 \| Staatsgrenze Deutschland/Belgien \| Staatsgrenze Deutschland/Belgien \| \| \| 44,5 \| \| \| \| \| \| Infrastrukturgrenze, DB InfraGo – SNCB \| \| \| \| 44,0 \| Botselaer Block 17 \| Botselaer Block 17 \| \| \| \| ehem. nach Bleyberg (L 39) (niveaufrei) \| \| \| \| 40,9 \| ehem. von Aachen Hbf (L 24A) (niveaufrei) \| ehem. von Aachen Hbf (L 24A) (niveaufrei) \| \| \| \| Buschhausen Doppelstockbrücke früher Turmhaltepunkt \| \| \| \| 40,0 \| Göhltalviadukt (1153 m) \| Göhltalviadukt (1153 m) \| \| \| \| ehem. Welkenraedt–Gemmenich (L 39) \| \| \| \| \| von Welkenraedt (L 39/1) \| \| \| \| 37,0 \| Montzen-Gare (Rbf) \| Montzen-Gare (Rbf) \| \| \| \| Hindel-Bas (Turmbahnhof, L 38 Chênée–Bleyberg) \| \| \| \| \| von Y Homburg (L 38/1) \| \| \| \| \| Gulptunnel (790 m) \| \| \| \| \| Viadukt von Remersdael (390 m) \| \| \| \| 31,4 \| Remersdael \| Remersdael \| \| \| \| Tunnel van Veurs/Tunnel de Fouron (2130 m) \| \| \| \| 26,6 \| Sint-Martens-Voeren \| Sint-Martens-Voeren \| \| \| \| Viadukt Sint-Martens-Voeren (250 m) \| \| \| \| 23,4 \| Warsage \| Warsage \| \| \| 21,0 \| Berneau \| Berneau \| \| \| \| Berwinnetalviadukt/Viadukt Berneau (230 m) \| \| \| \| 20,7 \| nach Lüttich (L 24/1) \| nach Lüttich (L 24/1) \| \| \| 19,9 \| von Lüttich (L 24/2) \| von Lüttich (L 24/2) \| \| \| 18,2 \| Visé-Haut (Turmbahnhof, L 40 Lüttich–Maastricht) \| Visé-Haut (Turmbahnhof, L 40 Lüttich–Maastricht) \| \| \| \| A25 / E25 \| \| \| \| \| Maas (536 m) („Pont des Allemands“) \| \| \| \| \| Albert-Kanal (290 m) \| \| \| \| \| Geertunnel (1640 m) \| \| \| \| 11,3 \| Bassenge \| Bassenge \| \| \| 9,3 \| Roclenge \| Roclenge \| \| \| \| A13 \| \| \| \| 7,1 \| Boirs \| Boirs \| \| \| 5,5 \| von Lüttich (L 34) \| von Lüttich (L 34) \| \| \| 5,2 \| Glons-Haut \| Glons-Haut \| \| \| 3,6 \| Nerem Vreren \| Nerem Vreren \| \| \| 0,0 \| Tongern \| Tongern \| \| \| \| nach Hasselt (L 34) \| \| \| \| \| \| \| \| Quellen: [1][2] \| \| \| \| |                                                                      |                                                     |                                                     |
| Strecke |                                                                      | von Mönchengladbach                                 | von Mönchengladbach                                 |
| Bahnhof | 0,0                                                                  | Aachen West (Rbf)                                   | Aachen West (Rbf)                                   |
| Abzweig geradeaus und nach links |                                                                      | nach Aachen Hbf (niveaufrei)                        | nach Aachen Hbf (niveaufrei)                        |
| |                                                                      | Rampe (17‰)                                         |                                                     |
| Überleitstelle / Spurwechsel | 4,4                                                                  | Aachen-Gemmenich                                    | Aachen-Gemmenich                                    |
| Tunnelanfang | 4,7                                                                  | Gemmenicher Tunnel (870 m)                          | Gemmenicher Tunnel (870 m)                          |
| Grenze (im Tunnel) | 5,344,7                                                              | Staatsgrenze Deutschland/Belgien                    | Staatsgrenze Deutschland/Belgien                    |
| Tunnelende | 44,5                                                                 |                                                     |                                                     |
| Wechsel des Eisenbahninfrastrukturunternehmens |                                                                      | Infrastrukturgrenze, DB InfraGo – SNCB              | Infrastrukturgrenze, DB InfraGo – SNCB              |
| Blockstelle | 44,0                                                                 | Botselaer Block 17                                  | Botselaer Block 17                                  |
| Abzweig geradeaus und ehemals nach rechts |                                                                      | ehem. nach Bleyberg (L 39) (niveaufrei)             | ehem. nach Bleyberg (L 39) (niveaufrei)             |
| Abzweig geradeaus und ehemals von links | 40,9                                                                 | ehem. von Aachen Hbf (L 24A) (niveaufrei)           | ehem. von Aachen Hbf (L 24A) (niveaufrei)           |
| ehemaliger Haltepunkt / Haltestelle |                                                                      | Buschhausen Doppelstockbrücke früher Turmhaltepunkt | Buschhausen Doppelstockbrücke früher Turmhaltepunkt |
| Strecke unter Wasserlauf Anfang Hochstrecke | 40,0                                                                 | Göhltalviadukt (1153 m)                             | Göhltalviadukt (1153 m)                             |
| Kreuzung Ende Hochstrecke (Querstrecke außer Betrieb) |                                                                      | ehem. Welkenraedt–Gemmenich (L 39)                  | ehem. Welkenraedt–Gemmenich (L 39)                  |
| Abzweig geradeaus und von links |                                                                      | von Welkenraedt (L 39/1)                            | von Welkenraedt (L 39/1)                            |
| Dienststation / Betriebs- oder Güterbahnhof | 37,0                                                                 | Montzen-Gare (Rbf)                                  | Montzen-Gare (Rbf)                                  |
| ehemaliger Turmbahnhof geradeaus unten (Querstrecke außer Betrieb) |                                                                      | Hindel-Bas (Turmbahnhof, L 38 Chênée–Bleyberg)      | Hindel-Bas (Turmbahnhof, L 38 Chênée–Bleyberg)      |
| Abzweig geradeaus und nach links |                                                                      | von Y Homburg (L 38/1)                              | von Y Homburg (L 38/1)                              |
| Tunnel |                                                                      | Gulptunnel (790 m)                                  | Gulptunnel (790 m)                                  |
| Brücke |                                                                      | Viadukt von Remersdael (390 m)                      | Viadukt von Remersdael (390 m)                      |
| ehemaliger Haltepunkt / Haltestelle | 31,4                                                                 | Remersdael                                          | Remersdael                                          |
| Tunnel |                                                                      | Tunnel van Veurs/Tunnel de Fouron (2130 m)          | Tunnel van Veurs/Tunnel de Fouron (2130 m)          |
| ehemaliger Haltepunkt / Haltestelle | 26,6                                                                 | Sint-Martens-Voeren                                 | Sint-Martens-Voeren                                 |
| Brücke |                                                                      | Viadukt Sint-Martens-Voeren (250 m)                 | Viadukt Sint-Martens-Voeren (250 m)                 |
| ehemaliger Haltepunkt / Haltestelle | 23,4                                                                 | Warsage                                             | Warsage                                             |
| ehemaliger Haltepunkt / Haltestelle | 21,0                                                                 | Berneau                                             | Berneau                                             |
| Brücke |                                                                      | Berwinnetalviadukt/Viadukt Berneau (230 m)          | Berwinnetalviadukt/Viadukt Berneau (230 m)          |
| Abzweig geradeaus und nach rechts | 20,7                                                                 | nach Lüttich (L 24/1)                               | nach Lüttich (L 24/1)                               |
| Abzweig geradeaus und von rechts | 19,9                                                                 | von Lüttich (L 24/2)                                | von Lüttich (L 24/2)                                |
| ehemaliger Turmbahnhof geradeaus oben | 18,2                                                                 | Visé-Haut (Turmbahnhof, L 40 Lüttich–Maastricht)    | Visé-Haut (Turmbahnhof, L 40 Lüttich–Maastricht)    |
| Brücke |                                                                      | A25 / E25                                           | A25 / E25                                           |
| Brücke über Wasserlauf |                                                                      | Maas (536 m) („Pont des Allemands“)                 | Maas (536 m) („Pont des Allemands“)                 |
| Brücke über Wasserlauf |                                                                      | Albert-Kanal (290 m)                                | Albert-Kanal (290 m)                                |
| Tunnel |                                                                      | Geertunnel (1640 m)                                 | Geertunnel (1640 m)                                 |
| ehemaliger Haltepunkt / Haltestelle | 11,3                                                                 | Bassenge                                            | Bassenge                                            |
| ehemaliger Haltepunkt / Haltestelle | 9,3                                                                  | Roclenge                                            | Roclenge                                            |
| Brücke |                                                                      | A13                                                 | A13                                                 |
| ehemaliger Haltepunkt / Haltestelle | 7,1                                                                  | Boirs                                               | Boirs                                               |
| Abzweig geradeaus und von links | 5,5                                                                  | von Lüttich (L 34)                                  | von Lüttich (L 34)                                  |
| Blockstelle | 5,2                                                                  | Glons-Haut                                          | Glons-Haut                                          |
| ehemaliger Haltepunkt / Haltestelle | 3,6                                                                  | Nerem Vreren                                        | Nerem Vreren                                        |
| Bahnhof | 0,0                                                                  | Tongern                                             | Tongern                                             |
| Strecke |                                                                      | nach Hasselt (L 34)                                 | nach Hasselt (L 34)                                 |
| |                                                                      |                                                     |                                                     |
| Quellen: |                                                                      |                                                     |                                                     |

Die Bahnstrecke Aachen–Tongern ist eine dem Güterverkehr dienende belgisch-deutsche Eisenbahnstrecke von Tongern (niederländisch: Tongeren) in Belgien zum deutschen Bahnhof Aachen West. Der weitere Schienenweg von Aachen über Montzen, Tongern, Hasselt und Lier zum Hafen von Antwerpen wird auch als Montzenroute bezeichnet. Die zweigleisige Strecke weist die Spurweite 1435 Millimeter (Normalspur) auf und ist mit Oberleitung elektrifiziert.

## Betrieb und Geschichte

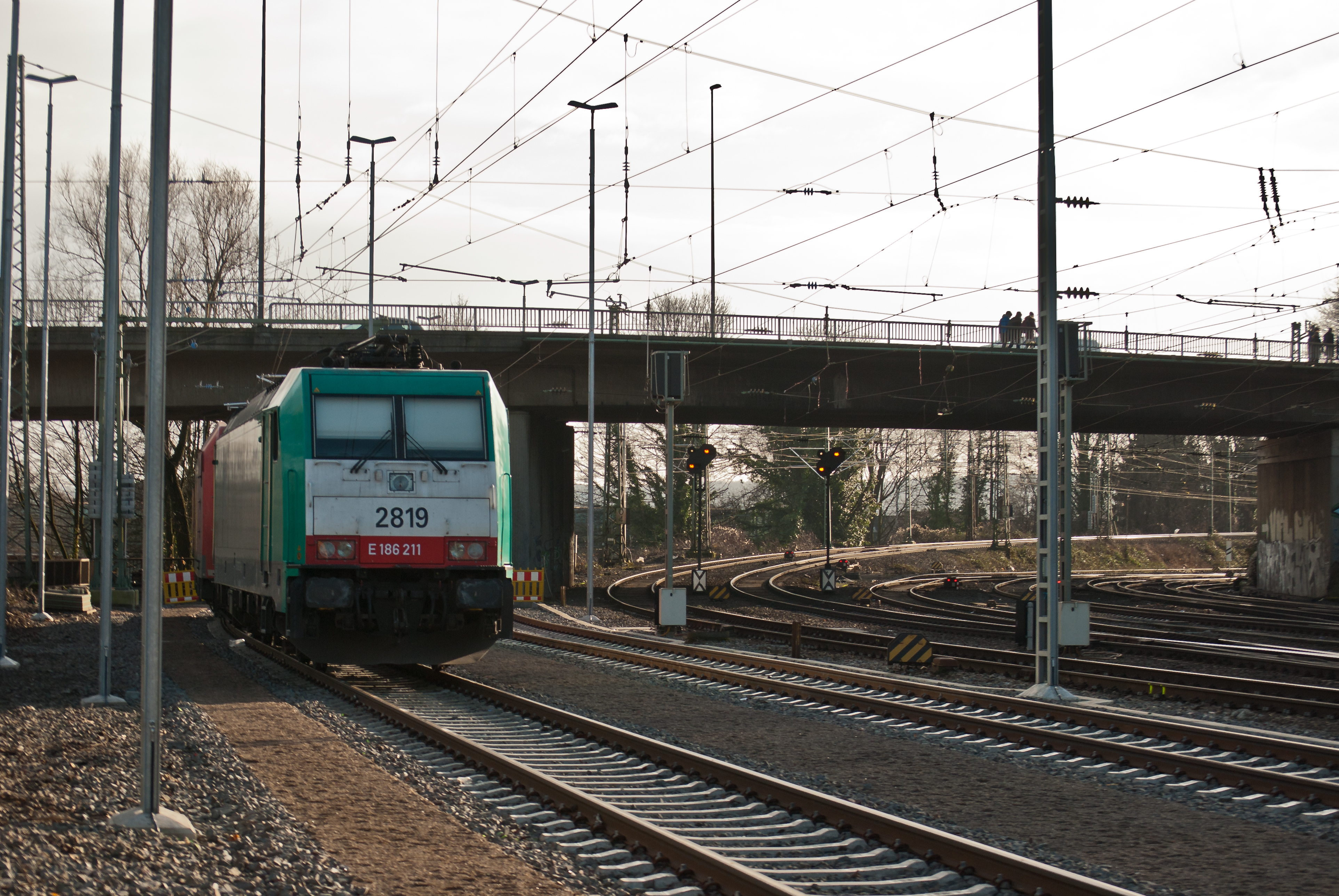
Der Beginn der Montzenroute im südlichen Bahnhofskopf von Aachen-West (das Paar ansteigender Gleise in der Bildmitte)

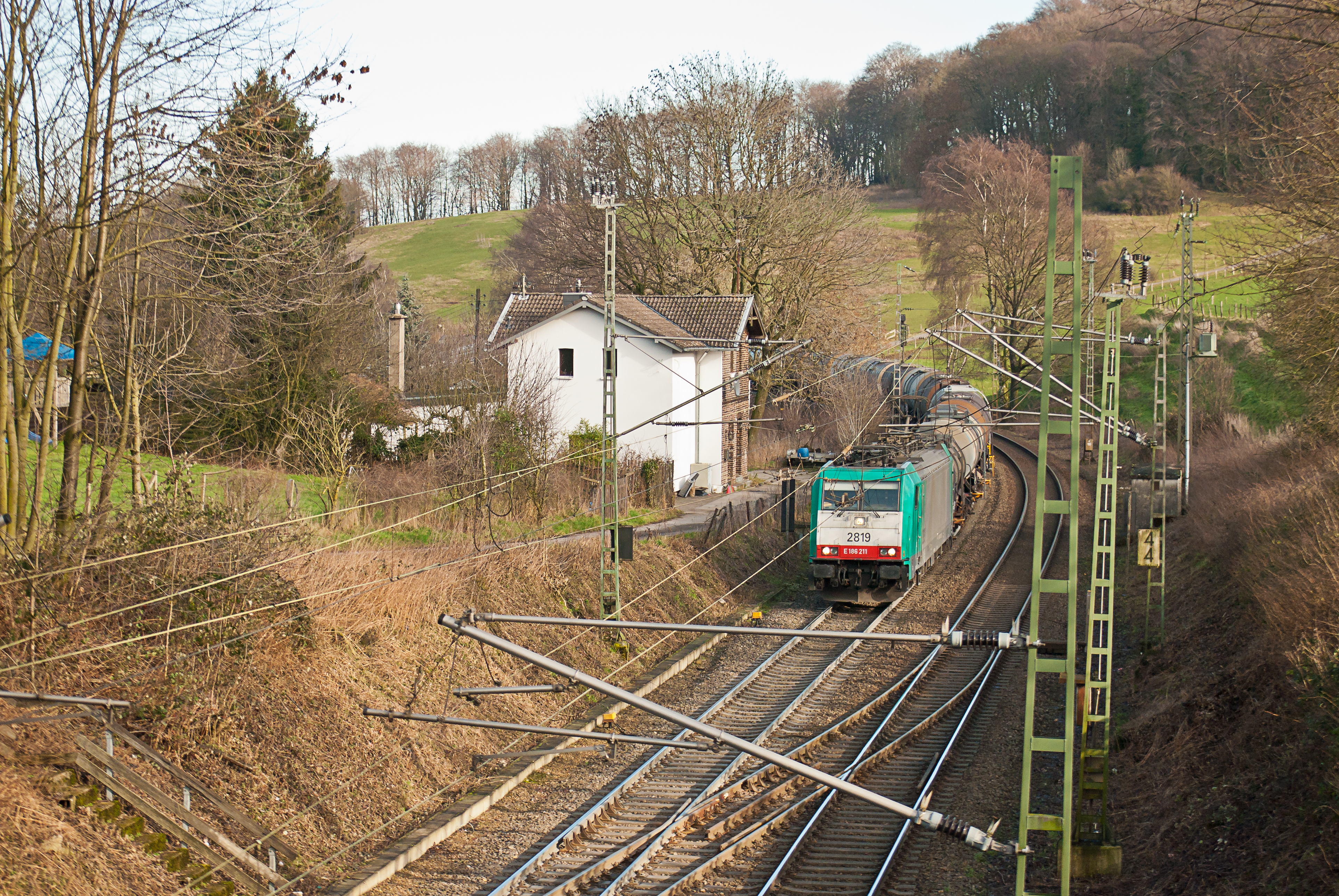
Kesselwagenganzzug auf Bergfahrt auf der Rampe zwischen Aachen West und dem Gemmenicher Tunnel kurz vor dem Tunnelportal

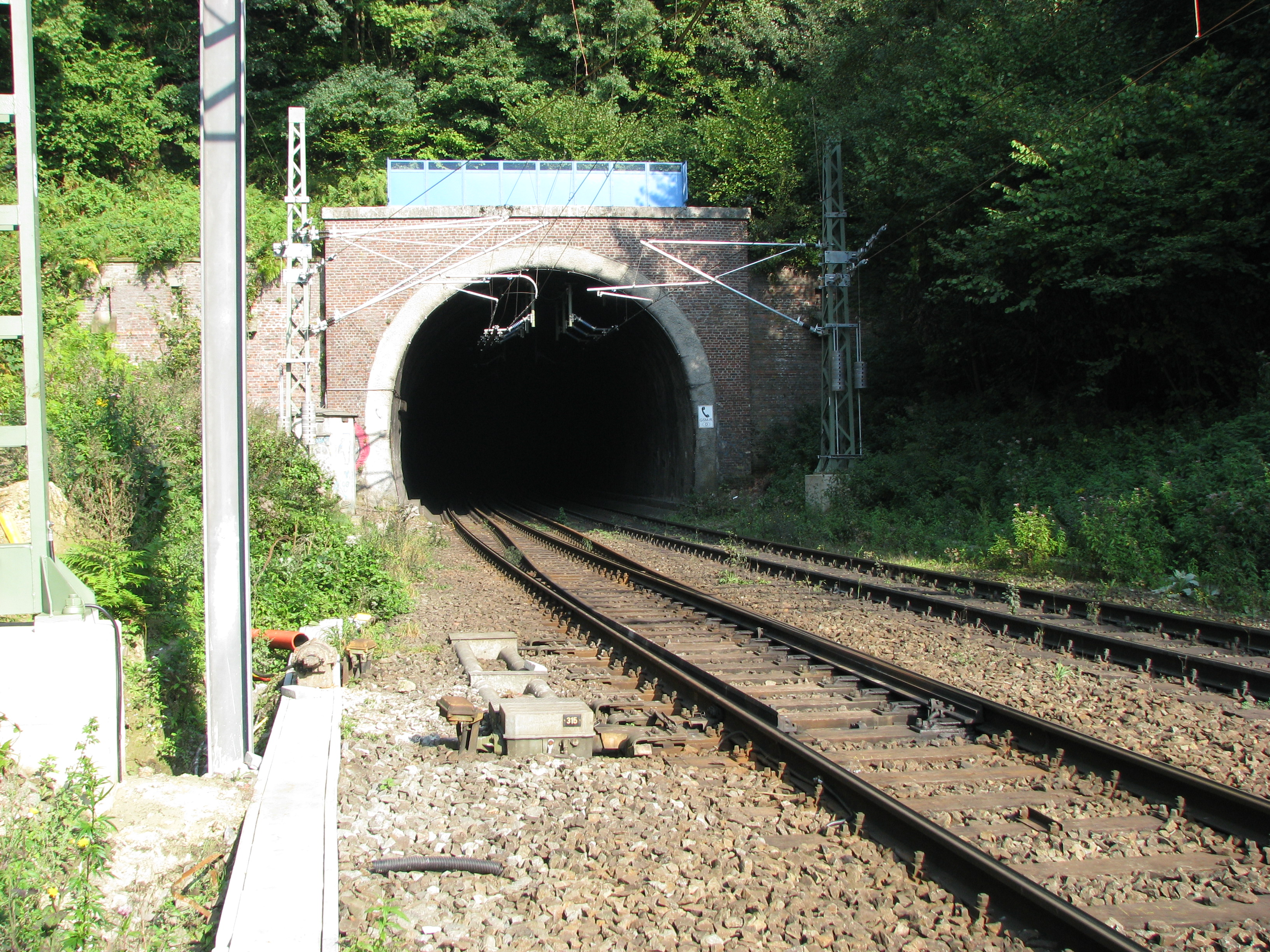
Westportal des Gemmenicher Tunnels auf der belgischen Seite

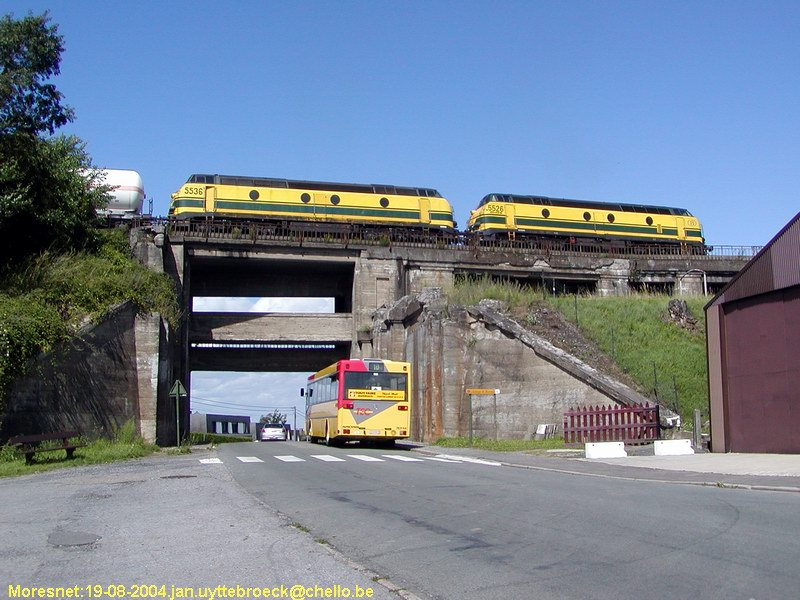
Doppelstockbrücke und Turmhaltepunkt Buschhausen

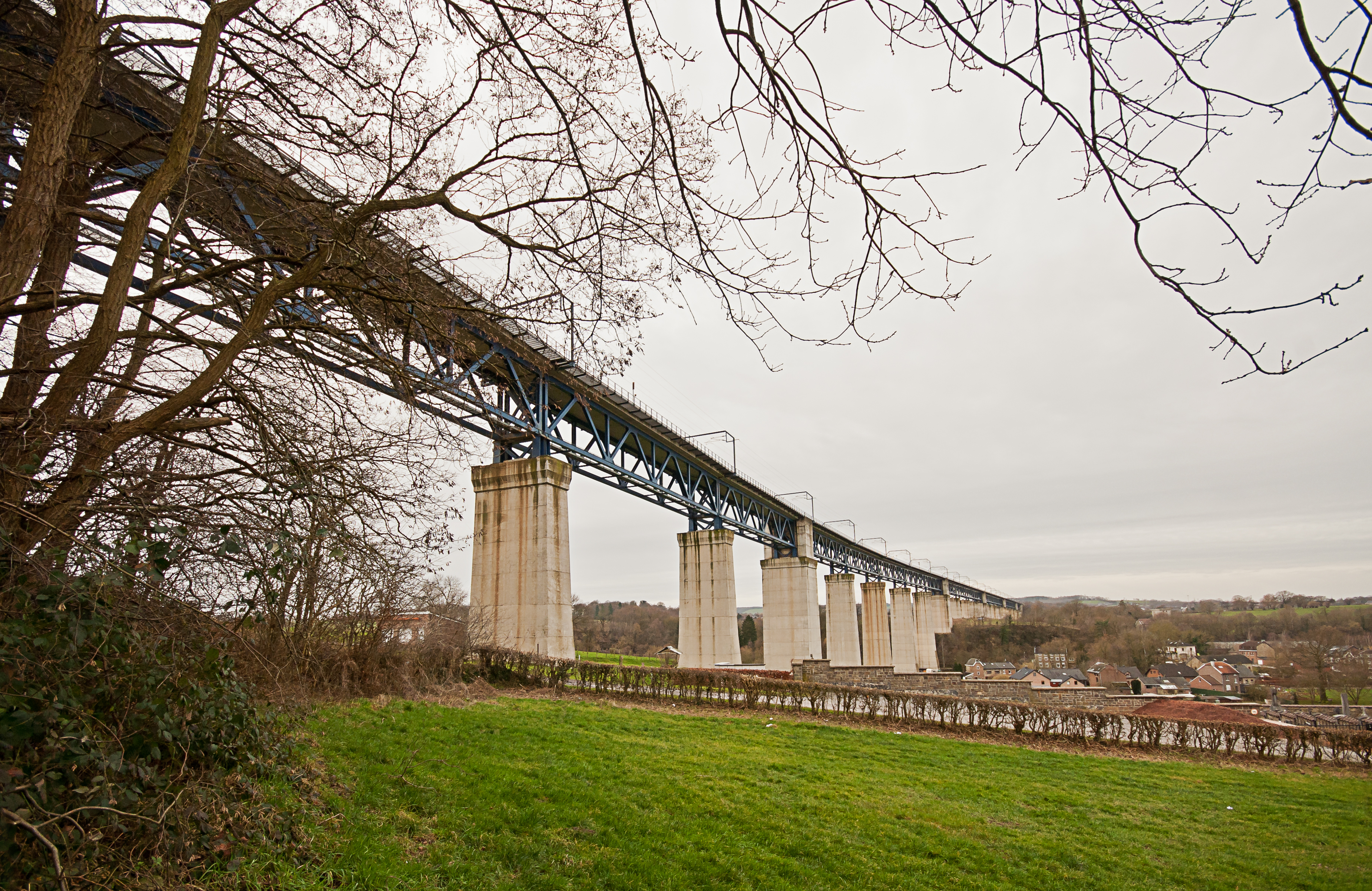
Göhltalviadukt

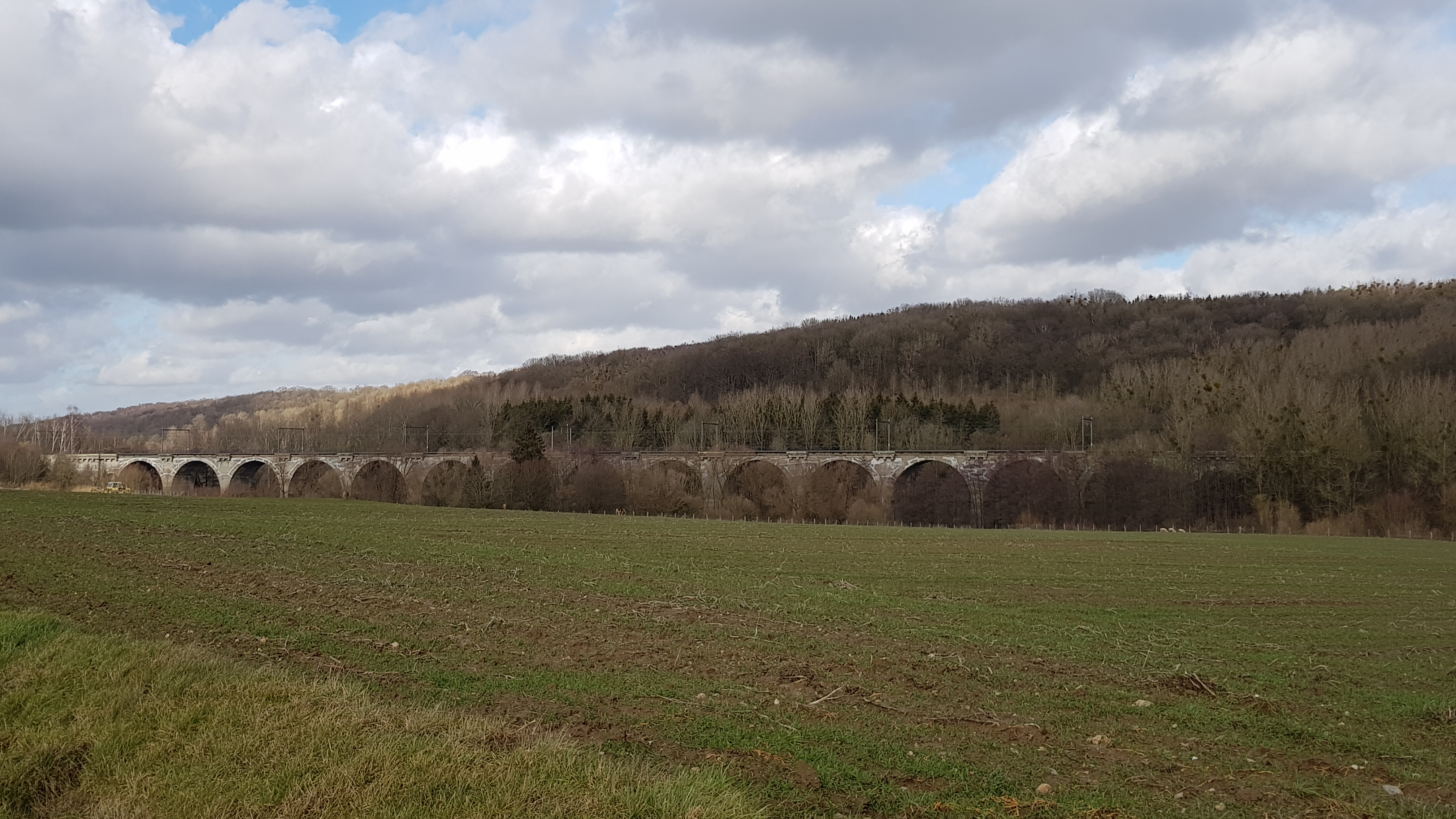
Viadukt von Remersdael

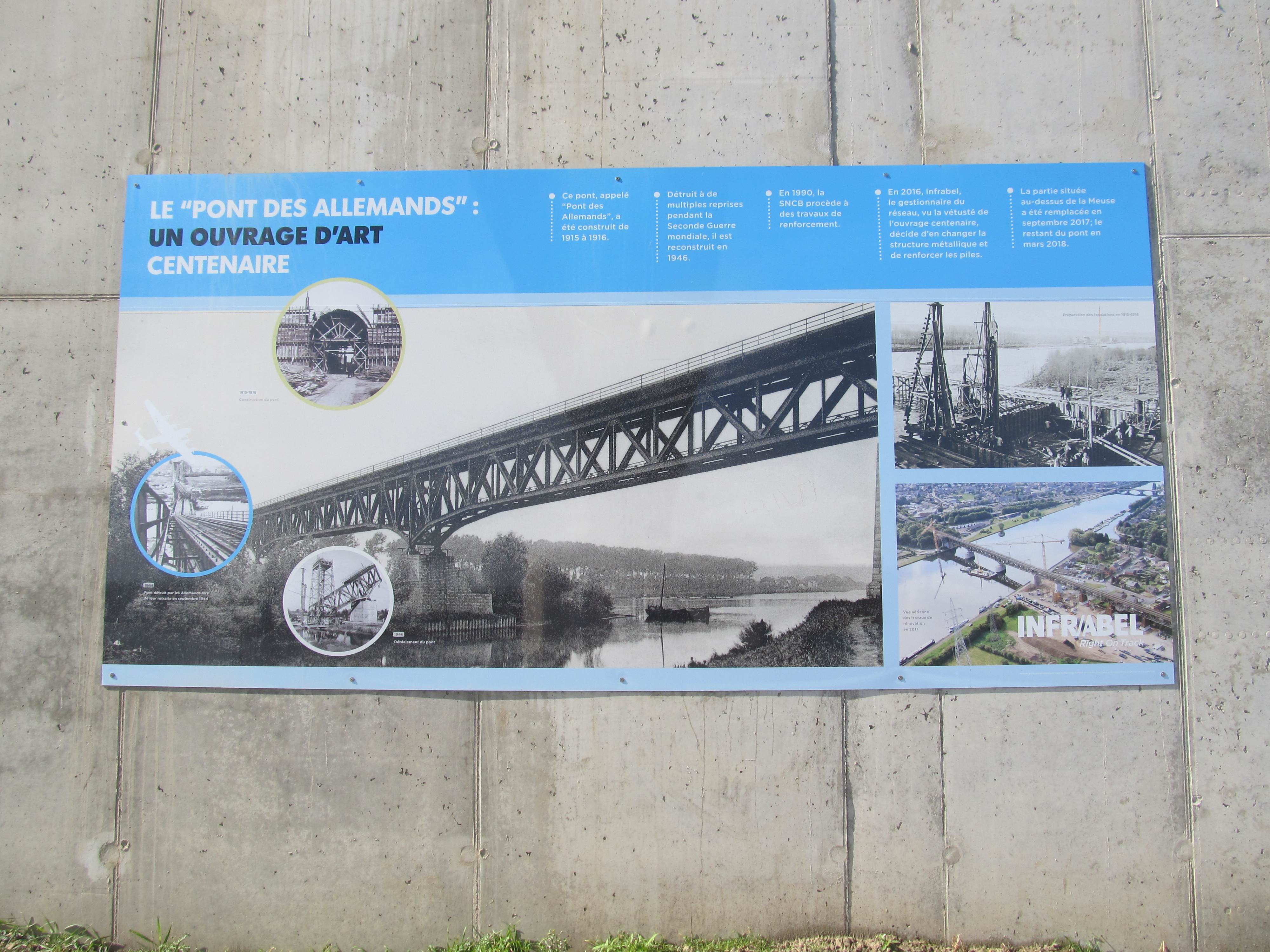
„Pont des Allemands“ Die deutsche Brücke über die Maas in Visé

Am 29. Juli 1872 nahm die Bergisch-Märkische Eisenbahn-Gesellschaft die Bahnstrecke Aachen–Bleyberg–Welkenraedt (L 39) in Betrieb. Teile dieser Strecke waren unter anderem der heute von der Montzenroute genutzte 869 Meter lange Gemmenicher Tunnel sowie die von Aachen zum Tunnel führende Rampe mit 17 Promille Neigung.
Aufgrund der topografisch schwierigen Verhältnisse durch die Ronheider Rampe der 1843 fertiggestellten Strecke zwischen Aachen und Lüttich mit einer 26,5 Promille Neigung, vereinbarten im Jahr 1903 die belgische und deutschen Regierung eine Verbesserung der Eisenbahnverbindungen zwischen dem Königreich Belgien und dem Deutschen Reich. Belgien plante dazu eine Güterumgehungsbahn von Brüssel nach Aachen. Diese war kürzer als die bestehende und steigungsärmer. Da sich in Lüttich und Verviers aber starker Widerstand gegen die Trasse regte, weil die Städte um die Qualität ihrer Eisenbahnanbindung fürchteten, nahm die belgische Regierung von der Ausführung Abstand.
Diese erfolgte erst Anfang des Ersten Weltkriegs aus militärischen Gründen auf Anweisung des Befehlshabers des deutschen Feldeisenbahnwesens, General Wilhelm Groener. Während des Kriegs verhielten sich die Niederlande neutral und stellten den internationalen Bahnverkehr über die Bahnstrecke Rheydt–Antwerpen-Berchem zwischen dem Deutschen Kaiserreich und Belgien ein. Das Deutsche Militär, das Belgien besetzt hatte, baute daraufhin als Nachschublinie für die Westfront eine alternative Verbindung von der Westseite des Gemmenicher Tunnels nach Tongern in Belgisch-Limburg sowie durch den Norden der Provinz Lüttich. Die Streckenführung beruhte auf den alten belgischen Planungen für die Neubaustrecke zwischen Aachen und Brüssel. Da von einer späteren Nutzung der Hauptstrecke durch Schnellzüge ausgegangen wurde, erfolgte eine Trassierung mit Kurvenradien von mindestens 1000 Meter und maximalen Steigungen von 10 Promille. Baubeginn war im Frühjahr 1915. Die 15 Baulose umfassten unter anderem das 1153 Meter lange Göhltalviadukt, den 2130 Meter langen Voertunnel, den 1630 Meter langen Geertunnel sowie einen 1300 Meter langen und bis zu 27 Meter tiefen Einschnitt bei Visé. Für die Erdarbeiten existierte ein maximal 20 Kilometer langes Feldbahnnetz. Bis zu 190 Feldbahnzüge verkehrten im 24-Stunden-Betrieb, wobei maximal 12.000 Arbeiter an der Strecke tätig waren. Am 28. Februar 1917 wurde die 44 Kilometer lange Neubaustrecke zwischen dem Westportal des Gemmenicher Tunnels und Tongern eingleisig in Betrieb genommen. Ab dem 6. Januar 1918 war auch der durchgehende zweigleisige Zugverkehr möglich. 55 bis 60 Zugpaare verkehrten täglich auf der Strecke.
Nach dem Ersten Weltkrieg wurde für den Gütertransport von Antwerpen nach Deutschland fast ausschließlich die inzwischen zweigleisig ausgebaute Montzenroute genutzt, selbst nach der Wiedereröffnung des Eisernen Rheins am Ende des Kriegs. Belgien gab der Montzenroute aus folgenden Gründen den Vorzug für den Verkehr in Richtung Deutschland:
- Weniger Zeitverlust, da nur eine Grenze überquert werden muss.
- Es müssen keine Gebühren für die Nutzung der niederländischen Gleise bezahlt werden.

Ein Nachteil gegenüber dem Eisernen Rhein ist, dass die Montzenroute etwa 50 Kilometer länger ist. Außerdem weist der Eiserne Rhein kaum Steigungen auf, während die Züge auf der Rampe zwischen Aachen West und dem Gemmenicher Tunnel oft eine Schiebelokomotive benötigten.
Auch nach dem Zweiten Weltkrieg wurde vor allem die Montzenroute verwendet – abgesehen von gelegentlichen britischen Militärtransporten und Umleiterverkehr bei Betriebsunterbrechungen auf der Hauptstrecke Aachen–Lüttich fand ab dem 2. Juni 1957 kein Personenverkehr mehr auf dieser Strecke statt.
In den 1950er und 1960er Jahren wurde von Deutschland und den Niederlanden darauf gedrängt, den Eisernen Rhein zu reaktivieren. 1954 wurde dazu ein trilateraler Kongress in Roermond veranstaltet. Belgien dagegen wollte an der Montzenroute festhalten, und so lief der Hauptteil des Güterverkehrs über Montzen. Der Eiserne Rhein wurde lediglich unter anderem zwischen 1970 und 1973 von Opel-Autotransportzügen genutzt sowie im Jahr 1977, als die Tunnel der Montzenroute gewartet wurden; außerdem verkehrte dort mindestens von 1978 bis 1986 ein werktägliches Zugpaar mit Containern, Wechselbehältern und Sattelaufliegern von/nach den belgischen Seehäfen. Nachdem 1991 die Bahnstrecke Aachen–Tongern modernisiert worden war, kam der Verkehr zwischen Deutschland und Belgien auf dem Eisernen Rhein komplett zum Erliegen, und die Strecke wurde teilweise stillgelegt.

### Erhöhung der Leistungsfähigkeit
Der Abschnitt von Aachen West bis zum Gemmenicher Tunnel war am 28. Mai 1968 für den Schiebedienst elektrifiziert. Die Fertigstellung der Elektrifizierung des Abschnitts von Tongeren bis zum Rangierbahnhof Montzen-Gare folgte bis zum 23. Mai 1982. Von 1989 bis 1991 wurde der Gemmenicher Tunnel für eine spätere Elektrifizierung aufgeweitet und saniert. Die Bauarbeiten zur Elektrifizierung dieses Abschnittes begannen im Februar 2008 und wurden zum Fahrplanwechsel im Dezember 2008 abgeschlossen. Damit ist nun auf der gesamten Strecke der durchgehende elektrische Zugbetrieb möglich, was die Fahrzeit der Züge um etwa eine Stunde verkürzt. Der Wechsel zwischen dem deutschen und dem belgischen Stromsystem findet auf dem Göhltalviadukt statt, die eingesetzten Mehrsystemlokomotiven durchfahren die Systemtrennstelle in einer Schwungfahrt. Außerdem wurde zwischen 2002 und 2004 die marode Brücke vollständig saniert und damit eine Erhöhung der Fahrgeschwindigkeit auf 60 km/h erreicht.
Das betriebliche Geschehen konzentriert sich jetzt auf den Bahnhof Aachen West; dieser wurde 2015 umgebaut und die Gleisanlagen sowie die Beleuchtung des Rangierbahnhofs modernisiert. An diesem östlichen Start- bzw. Endpunkt der Strecke ist weiterhin in den meisten Fällen ein Fahrtrichtungswechsel erforderlich, da die Mehrzahl der Züge von und nach Köln fahren. Der Rangierbahnhof Montzen-Gare ist seit Beginn des 21. Jahrhunderts weitgehend stillgelegt. Ab September 2017 wurde der „Pont des Allemands“ (Die deutsche Brücke) über die Maas in Visé saniert.
Eine betriebsfähige Güterumgehungsbahn um Aachen gibt es nicht. Der Güterverkehr teilt sich die Strecken mit dem Personenverkehr und wird in Aachen durch den Hauptbahnhof und die Innenstadt geführt. Die belgischen Eisenbahnen ziehen in Betracht, die Bahnstrecke Welkenraedt–Montzen und die Bahnstrecke Welkenraedt–Raeren sowie die Bahnstrecke Stolberg–Walheim im Güterverkehr ab Montzen-Gare nach Köln zur Umgehung des Knotens Aachen zu nutzen. Die Pläne dazu sind über reine Absichtserklärungen nicht hinausgekommen.

## Historische Fotos

Feldbahn beim Gemmenicher Tunnel, Februar bis Juni 1915
Baustelle bei Gemmenich, Februar bis Juni 1915
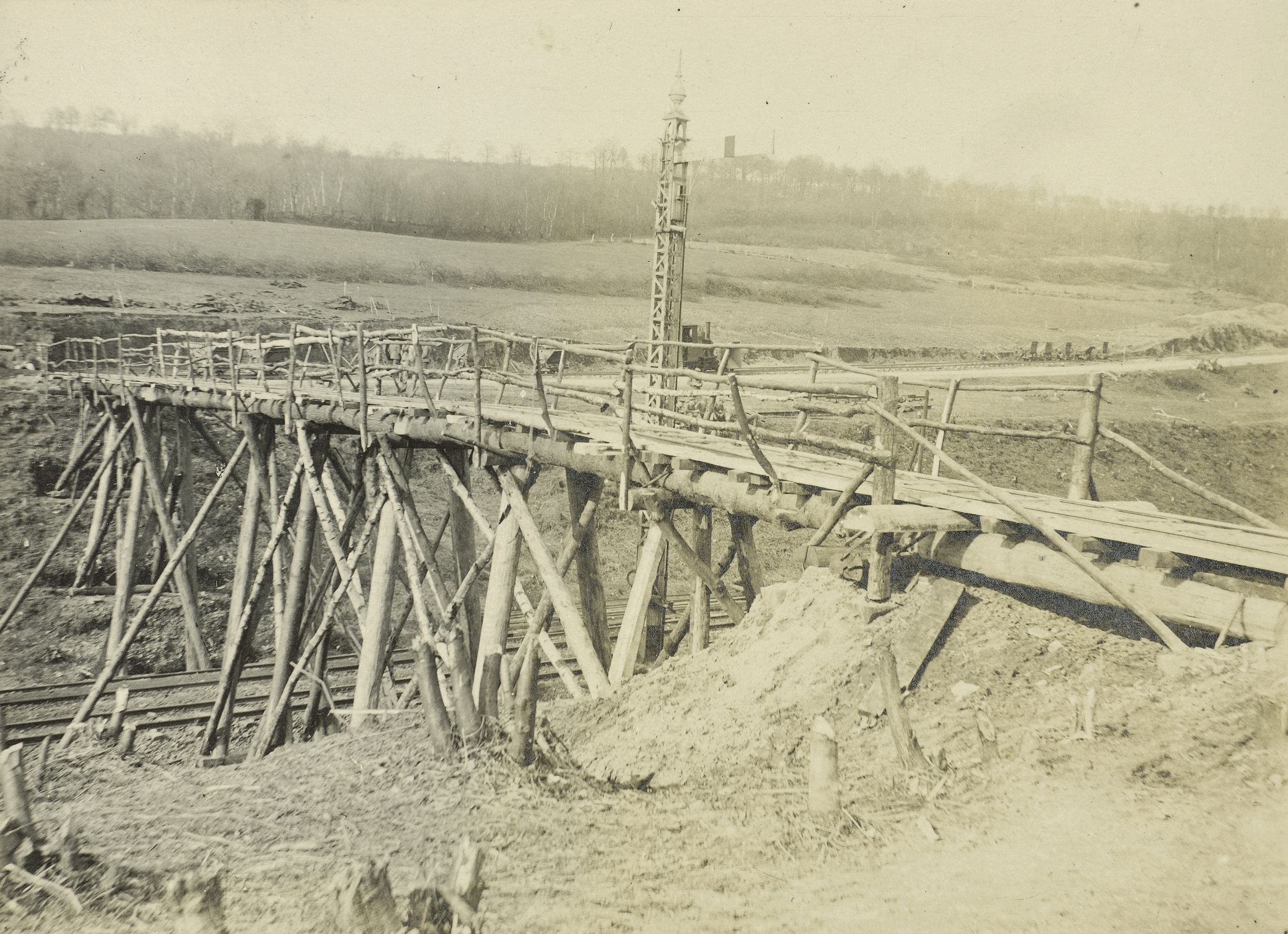
Behelfsbrücke der Feldbahn
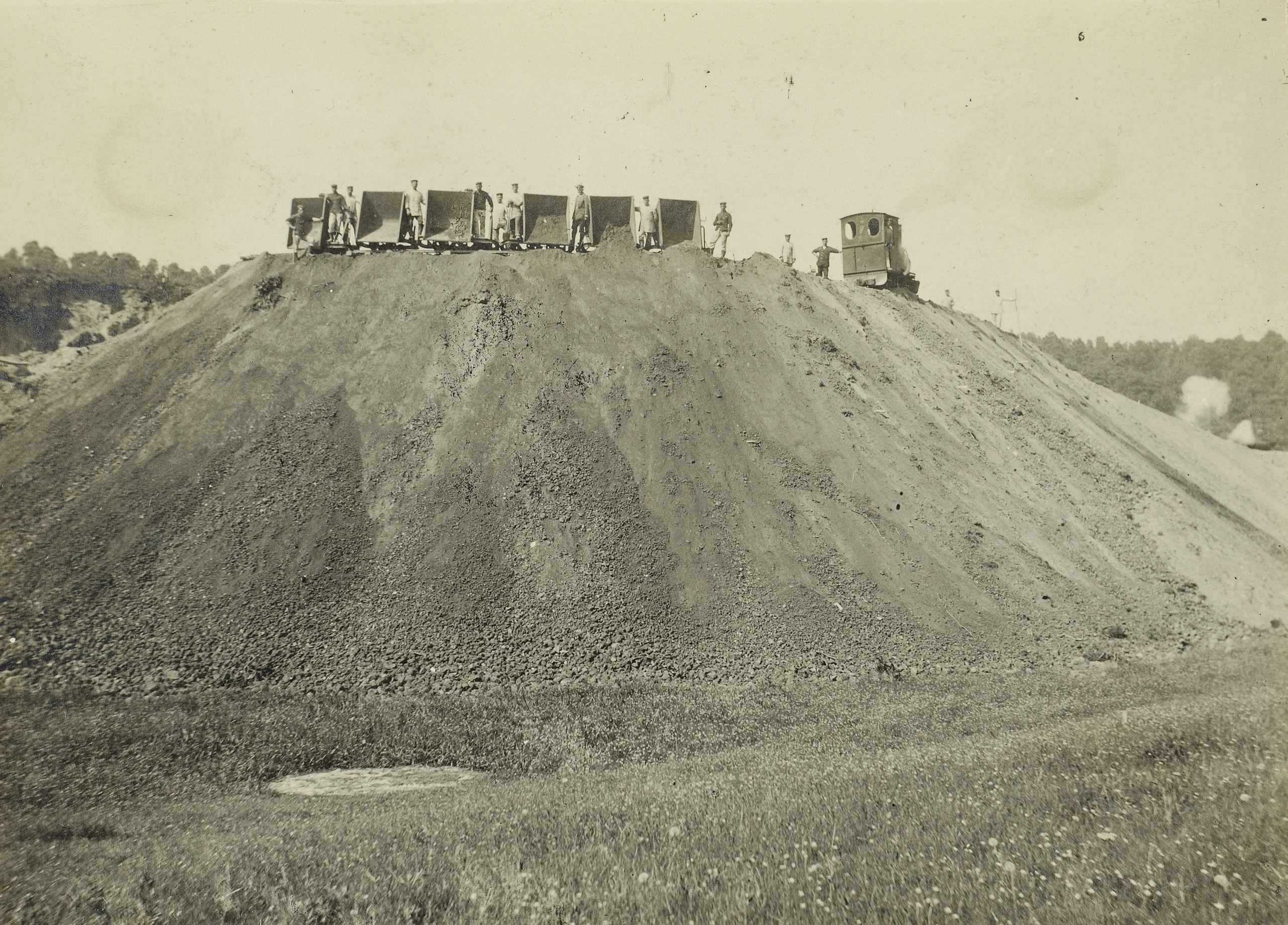
Dammschüttung bei Gemmenich
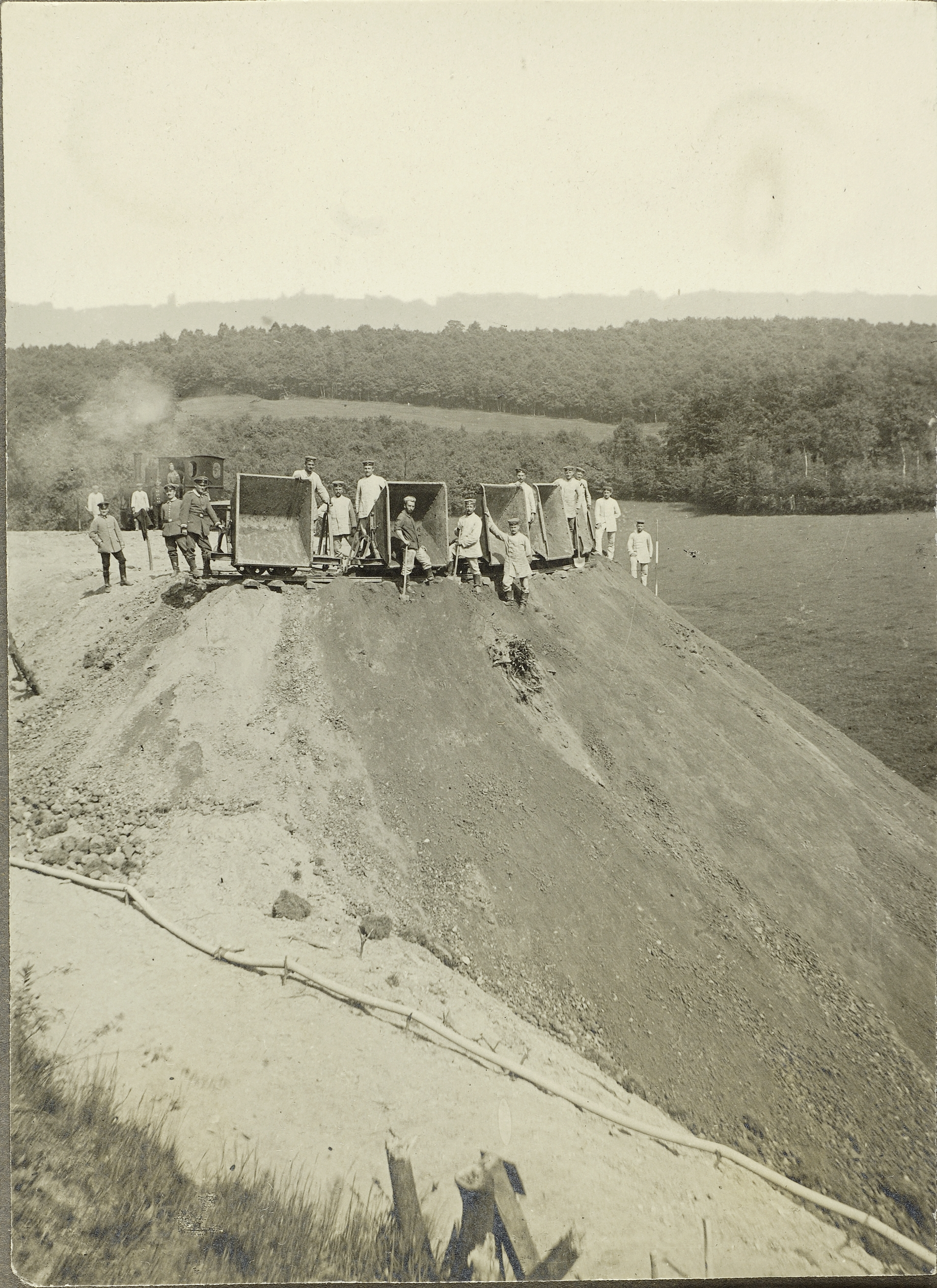
Dammschüttung